# Air Train JFK

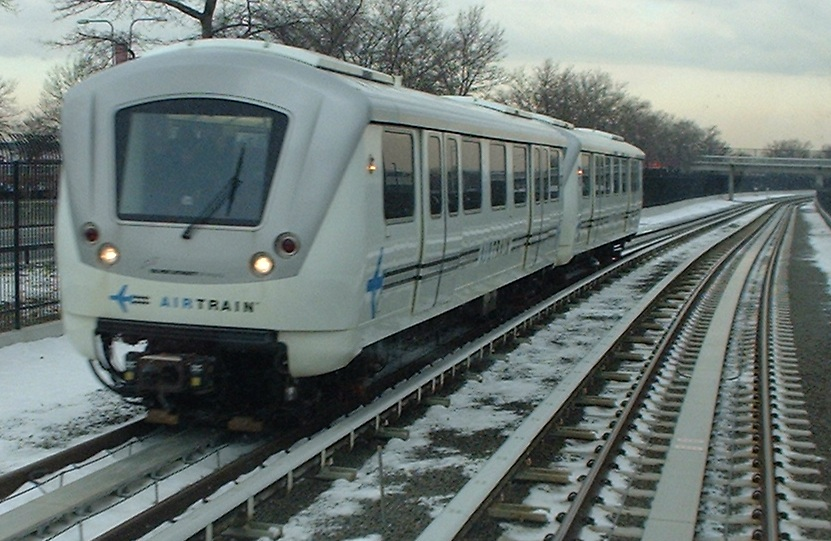
Ett förarlöst tåg.

Air Train JFK, skrivet i marknadsföringssyfte som AirTrain JFK, är ett förarlöst flygplatståg på John F. Kennedy International Airport i Jamaica, Queens i New York. Den trafikeras var femte minut 4:00–9:00 / 15:00–20:30, och var tionde minut övriga tider. Det tar mindre än två minuter från en terminal till nästa, och mindre än tio minuter att resa genom hela loopen. Air Train är gratis inom flygplatsen. Air Train JFK binder samman alla terminaler, hyrbil - och hotellfaciliteter, liksom parkeringsplatser, såväl korttids - som långtids. Det ansluter även till LIRR pendeltåg, New Yorks tunnelbana och lokalbussar vid stationerna Jamaica och Howard Beach (LIRR, tunnelbana linje E, J/Z och lokalbussar i Jamaica, tunnelbana linje A i Howard Beach)

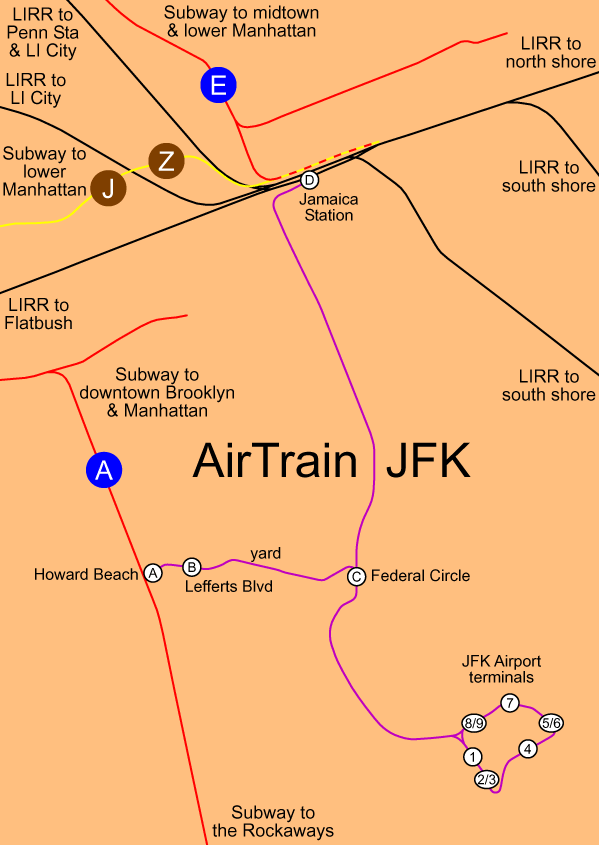
En karta över Air Train JFK:s sträckning.